# Unione Sportiva Akragas 1964-1965
Questa pagina raccoglie le informazioni riguardanti l'Unione Sportiva Akragas nelle competizioni ufficiali della stagione 1964-1965.

## Rosa
| N. |                   | Ruolo | Calciatore           |
| -- | ----------------- | ----- | -------------------- |
|    | Italia (bandiera) | A     | Armando Carta        |
|    | Italia (bandiera) | P     | Bruno Cimbaro        |
|    | Italia (bandiera) |       | Contrino             |
|    | Italia (bandiera) | C     | Giovanni Grandinetti |
|    | Italia (bandiera) | A     | Giovanni Mezzetti    |
|    | Italia (bandiera) | C     | Loris Mora           |
|    | Italia (bandiera) | A     | Vincenzo Morè        |
|    | Italia (bandiera) | D     | Alfonso Mossuto      |
|    | Italia (bandiera) | A     | Nazzareno Palazzoli  |
|    | Italia (bandiera) | D     | Firmino Pederiva     |

| N. |                   | Ruolo | Calciatore         |
| -- | ----------------- | ----- | ------------------ |
|    | Italia (bandiera) | P     | Cesare Pozzi       |
|    | Italia (bandiera) | C     | Giampaolo Rebecchi |
|    | Italia (bandiera) | D     | Giorgio Regis      |
|    | Italia (bandiera) | C     | Eder Rigonat       |
|    | Italia (bandiera) | C     | Giuseppe Savini    |
|    | Italia (bandiera) | C     | Nello Sgorbizza    |
|    | Italia (bandiera) | C     | Maurizio Spotti    |
|    | Italia (bandiera) | C     | Roberto Spreafico  |
|    | Italia (bandiera) | A     | Enrico Spoletini   |
|    | Italia (bandiera) | C     | Giancarlo Tassi    |